# Scacchi vinciperdi
|   | a                                         | b                                         | c                                         | d                                         | e                                         | f                                         | g                                         | h                                         |   |
| 8 | a6 pedone del nero · h2 pedone del bianco | a6 pedone del nero · h2 pedone del bianco | a6 pedone del nero · h2 pedone del bianco | a6 pedone del nero · h2 pedone del bianco | a6 pedone del nero · h2 pedone del bianco | a6 pedone del nero · h2 pedone del bianco | a6 pedone del nero · h2 pedone del bianco | a6 pedone del nero · h2 pedone del bianco | 8 |
| 7 | a6 pedone del nero · h2 pedone del bianco | a6 pedone del nero · h2 pedone del bianco | a6 pedone del nero · h2 pedone del bianco | a6 pedone del nero · h2 pedone del bianco | a6 pedone del nero · h2 pedone del bianco | a6 pedone del nero · h2 pedone del bianco | a6 pedone del nero · h2 pedone del bianco | a6 pedone del nero · h2 pedone del bianco | 7 |
| 6 | a6 pedone del nero · h2 pedone del bianco | a6 pedone del nero · h2 pedone del bianco | a6 pedone del nero · h2 pedone del bianco | a6 pedone del nero · h2 pedone del bianco | a6 pedone del nero · h2 pedone del bianco | a6 pedone del nero · h2 pedone del bianco | a6 pedone del nero · h2 pedone del bianco | a6 pedone del nero · h2 pedone del bianco | 6 |
| 5 | a6 pedone del nero · h2 pedone del bianco | a6 pedone del nero · h2 pedone del bianco | a6 pedone del nero · h2 pedone del bianco | a6 pedone del nero · h2 pedone del bianco | a6 pedone del nero · h2 pedone del bianco | a6 pedone del nero · h2 pedone del bianco | a6 pedone del nero · h2 pedone del bianco | a6 pedone del nero · h2 pedone del bianco | 5 |
| 4 | a6 pedone del nero · h2 pedone del bianco | a6 pedone del nero · h2 pedone del bianco | a6 pedone del nero · h2 pedone del bianco | a6 pedone del nero · h2 pedone del bianco | a6 pedone del nero · h2 pedone del bianco | a6 pedone del nero · h2 pedone del bianco | a6 pedone del nero · h2 pedone del bianco | a6 pedone del nero · h2 pedone del bianco | 4 |
| 3 | a6 pedone del nero · h2 pedone del bianco | a6 pedone del nero · h2 pedone del bianco | a6 pedone del nero · h2 pedone del bianco | a6 pedone del nero · h2 pedone del bianco | a6 pedone del nero · h2 pedone del bianco | a6 pedone del nero · h2 pedone del bianco | a6 pedone del nero · h2 pedone del bianco | a6 pedone del nero · h2 pedone del bianco | 3 |
| 2 | a6 pedone del nero · h2 pedone del bianco | a6 pedone del nero · h2 pedone del bianco | a6 pedone del nero · h2 pedone del bianco | a6 pedone del nero · h2 pedone del bianco | a6 pedone del nero · h2 pedone del bianco | a6 pedone del nero · h2 pedone del bianco | a6 pedone del nero · h2 pedone del bianco | a6 pedone del nero · h2 pedone del bianco | 2 |
| 1 | a6 pedone del nero · h2 pedone del bianco | a6 pedone del nero · h2 pedone del bianco | a6 pedone del nero · h2 pedone del bianco | a6 pedone del nero · h2 pedone del bianco | a6 pedone del nero · h2 pedone del bianco | a6 pedone del nero · h2 pedone del bianco | a6 pedone del nero · h2 pedone del bianco | a6 pedone del nero · h2 pedone del bianco | 1 |
|   | a                                         | b                                         | c                                         | d                                         | e                                         | f                                         | g                                         | h                                         |   |

Soluzione:
1. h3!  a5   2. h4  a4  3. h5  a3

4. h6  a2   5. h7  a1=T!   6. h8=A!  T muove

Gli scacchi vinciperdi (conosciuti anche come antichess o antiscacchi) sono una variante degli scacchi in cui la partita è vinta dal giocatore che rimane senza pezzi, oppure che si trova in stallo. È una delle varianti più popolari degli scacchi eterodossi.
Non è nota l'origine di questo gioco, ma nell'Ottocento erano giocate due varianti: "Take Me" (codificata da Walter Campbell nel 1874; tra le regole quella che il giocatore che ha un pezzo in presa in più modi può scegliere da quale pezzo sarà catturato) e "Codrus" (pubblicata nel 1844 dal Brede Almanach: vince il giocatore il cui re è stato catturato).

## Regole
Sono indicate le regole della versione più diffusa, altre versioni si differenziano per l'interpretazione dello stallo.
La posizione iniziale, il movimento dei pezzi e le regole di cattura sono come negli scacchi classici, con alcune importanti differenze:
- la cattura è obbligatoria ogniqualvolta può essere fatta;
- quando sono possibili più catture, il giocatore può scegliere quale eseguire;
- Il Re non ha alcuna prerogativa "reale", per cui:
  - può essere catturato come ogni altro pezzo;
  - non esiste lo scacco al re e neppure lo scaccomatto;
  - non è possibile l'arrocco
- oltre alle normali opzioni di promozione, un pedone che raggiunge l'ultima traversa può essere promosso a Re.
- se un giocatore non ha mosse legali, cioè è in stallo, ha vinto la partita.

La vittoria si ottiene in due casi: quando tutti i propri pezzi sono stati catturati, oppure quando, avendo il tratto, si è in posizione di stallo. La patta è prevista in vari casi: per ripetizione di mosse (vale la regola delle 50 mosse), per mutuo accordo dei giocatori e quando la vittoria è impossibile (es. quando rimangono sulla scacchiera solo l'alfiere delle case bianche e quello delle case nere).

## Aperture
È dimostrato che alcune mosse di apertura, usuali negli scacchi classici, sono del tutto sconsigliate, in quanto sicuramente perdenti se l'avversario gioca correttamente: tra queste vi sono in particolare:
- 1. e4, 1. d4 e 1. d3 - per queste mosse esiste una sequenza forzata con la quale il nero si fa catturare tutti i pezzi in 17 mosse, vincendo la partita. Vi sono diverse sequenze, una delle quali è stata indicata da David Bronstein.[1]

Sono perdenti anche le mosse 1. Cf3, 1. Cc3, 1. f4, 1. h4, 1. b4 e 1. h3, ma in questi casi la sequenza del nero che porta alla vittoria è più complicata. La mossa più giocata in apertura è 1. e3, ma anche 1. b3 e 1. g3 sono giocabili.   